# Phoenicurusia margelanica
Phoenicurusia margelanica är en fjärilsart som beskrevs av Otto Staudinger 1881. Phoenicurusia margelanica ingår i släktet Phoenicurusia och familjen juvelvingar. Inga underarter finns listade i Catalogue of Life.